# Гарланд, Сэмюэл
Сэмюэл Гарланд младший (Samuel Garland, Jr.) (16 декабря 1830 — 14 сентября 1862) — американский военный деятель, бригадный генерал армии Конфедерации во время гражданской войны в США. Погиб в сражении у Южной Горы, обороняя ущелье Фокса.

## Ранние годы
Гарланд был дальним родственником президента Мэдисона, он родился в Линчберге, Вирджиния. Его отец, Сэмюэл Гарланд старший, был знаменитым адвокатом, но умер, когда его сыну было всего 5 лет от роду. В 16 лет, 22 октября 1846 года, Гарланд поступил в Вирджинский военный институт. На второй год он стал первым по успеваемости и был назначен первым сержантом корпуса, но потом оставил эту должность из-за несогласия с новыми правилами Института. Он окончил институт 4 июля 1849 года, третьим в классе по успеваемости. Через год он так же окончил юридическую школу при Вирджинском университете. Гарланд занялся юридической практикой и работал при юридической фирме «Garland and Slaughter». Он также организовал роту ополчения, известную как «Lynchburg Home Guard», и стал её капитаном.
15 мая 1856 года Гарланд женился на Элизабет Кэмпбел Мим.

## Гражданская война
Когда Вирджиния вышла из состава Союза, рота Гарланда была включена в состав 11-го Вирджинского пехотного полка, как рота «G», а Гарланд вскоре стал полковником этого полка. В те же дни, 12 июня 1861 года, умерла его жена, а вскоре, через три месяца, умер и его сын.
Полк Гарланда был переправлен к Манассасу и включен в бригаду Джеймса Лонгстрита. Гарланду было поручено охранять брод Блэкбернс-Форд и за три дня до Первого Булл-Рана он участвовал в перестрелке, известной как сражение при Блэкбернс-Форд. Лонгстрит особо отметил его хладнокровие и энергичность. После Первого сражения при Булл-Ран полк Гарланда отправили на север, где он участвовал в перестрелке у Дрейнсвилла. После этой перестрелки полк шёл в арьергарде армии, отражая атаки федеральной кавалерии. Командование обратило на него внимание, и в феврале 1862 года Джозеф Джонстон рекомендовал его к повышению до бригадного генерала.
В 1862 году полк участвовал в сражении при Уильямсберге, где Гарланд был ранен, но не покинул поле боя. В мае он получил звание бригадного генерала и возглавил бывшую бригаду Джубала Эрли, раненного при Уильямсберге (в дивизии Дэниела Хилла):
- 2-й Флоридский пехотный полк; полковник Перри
- 2-й Миссисипский батальон; подполковник Джон Тейлор
- 5-й Северокаролинский пехотный полк; полковник Дениель Кристи
- 24-й Вирджинский пехотный полк; майор Ричард Моури
- 38-й Вирджинский пехотный полк; полковник Эдмондс
- алабамская батарея; капитан Бондюран

После Севен-Пайнс бригада была переформирована и перед Семидневной битвой имела следующий вид:
- 5-й Северокаролинский пехотный полк: полковник Дункан Макрэ
- 12-й Северокаролинский пехотный полк: полковник Бенжамен Уэйд
- 13-й Северокаролинский пехотный полк: полковник Альфред Скейлз
- 20-й Северокаролинский пехотный полк: полковник Альфред Айверсон
- 23-й Северокаролинский пехотный полк: полковник Даниель Кристи

Бригада Гарланда прошла все сражения Семидневной битвы; она активно участвовала в сражении на Бивердем-крик и при Гэинсвилле. При Малверн-Хилл она в одиночку атаковала позиции федеральных войск, но была вынуждена отступить прежде, чем подошли подкрепления.
Когда Северовирджинская армия была переброшена на север против армии Джона Поупа, бригаду Гарланда оставили около Фредериксберга для прикрытия направления на Ричмонд — по этой причине он не участвовал во втором сражении при Булл-Ран. Сразу после этого сражения бригаду вызвали на соединение с основной армией для участия в Мэрилендской кампании.

### Мэрилендская кампания
В сентябре 1862 года бригада Гарланда в составе дивизии Дэниела Хилла вступила в Мэриленд. Когда Северовирджинская армия ушла из Фредерика в Камберлендскую долину, дивизию Хилла оставили в качестве арьергарда, и она охраняла проходы в Южных Горах. 13 сентября Джеб Стюарт сообщил Хиллу, что к Южным горам движутся федеральные отряды, и попросил пехотную бригаду для прикрытия ущелий. Хилл отправил к нему бригаду Колкитта, а затем — бригаду Гарланда.
Хилл разместил бригаду Колкитта в ущелье Тёрнера, а бригаду Гарланда направил в ущелье Фокса, придав ему алабамскую батарею капитана Бондюрана (два 12-фунтовых «Наполеона» и 2 трехдюймовки). Всего у Гарланда было примерно 1100 человек, причём часть из них — новобранцы. На развернул бригаду южнее Старой Шарпсбергской дороги у дома Уайза. Бригаду поддерживали так же два орудия Джона Пелхама. Бригада Гарланда была растянута на 1300 метров, но у генерала не оставалось другого выбора. Как только полки заняли свои места, около 09:00, началась стрельба — показалась бригада Джекоба Кокса из федерального XI корпуса.
Первый попал под удар 5-й Северокаролинский полк, который был атакован 23-м Огайским полком и вынужден был постепенно отходить. Гарланд послал ему на помощь 12-й и 23-й северокаролинские полки. Атака огайцев была с трудом отбита, но затем в атаку пошел 30-й Огайский полк и 12-й Огайский.
Гарланд находился в это время у позиций 13-го Северокаролинского полка, которым командовал полковник Раффин. «Почему вы здесь, генерал? Вы подвергаете себя опасности!» — сказал Раффин. «Потому же, почему и вы», ответил Гарланд. «Нет, нет, — ответил Раффин, — моя обязанность — быть со своим полком, но вам лучше руководить бригадой из безопасного места». Через несколько секунд Раффин упал, раненый. Почти в то же самое время Гарланд получил пулевое ранение в грудь, упал с лошади, и через несколько минут умер. Командование бригадой принял полковник Дункан Макре.
Таким образом, бригада Гарланда одна обороняла ущелье Фокса против федеральной дивизии и продержалась несколько часов до подхода бригад Андерсона и Дрейтона.
Дэниел Хилл написал по поводу смерти Гарланда: «это был храбрый и компетентный христианский военный… не было на службе офицеров лучше его и было всего несколько офицеров его уровня».
Гарланд стал одним из четырёх бригадных генералов Юга, погибших в ходе Мэрилендской кампании. Его бригаду впоследствии передали Альфреду Айверсону.